# Никифорівка (Бахмутський район)
Ники́форівка — село Соледарської міської громади Бахмутського району Донецької області в Україні.

## Географія
Селом протікає річка Васюківка.

## Історія
На початку січня 1921 року в селі з'являється загін отамана Савонова, зібравши озброєних повстанців з довколишніх сіл чисельністю 600 чоловік, Григорій організовує востаннє проти радянської влади але повстання не мала успіху і Григорій 3 січня з 60 повстанцями покидає село.
Село постраждало внаслідок геноциду українського народу, вчиненого урядом СССР у 1932—1933 роках, кількість встановлених жертв — 66 людей.
У селі народилися:
- Кравченко Іван Єпіфанович — депутат Всеросійських установчих зборів (27.03.1882 — не раніше 1926).
- Чуйко Іван Григорович прапорщик Армії Української Держави.
- Шевченко Ірина Олександрівна (* 1961) — український культурно-освітній і громадський діяч. Президент Української бібліотечної асоціації. Заслужений працівник культури України.

## Відомі уродженці
- Ендеберя Віктор Тихонович — український сатирик та гуморист.